# Johann Christoph David von Leger
Johann Christoph David Leger, ab 1741 von Leger (* 3. Oktober 1701 in Veitsweiler; † 27. August 1791 in Ludwigsburg) war ein württembergischer Baumeister und Architekt.

## Leben
Leger kam im Alter von etwa 20 Jahren an den württembergischen Hof und war von 1721 bis 1727 Schüler des italienischen Baumeisters Donato Giuseppe Frisoni, der damals den Ausbau der Residenz in Ludwigsburg leitete. In Rom und Paris bildete sich Leger im Architekturfach weiter. 1731 wurde er zum herzoglichen Baumeister ernannt, 1742 zum Major und Oberbaudirektor. 1735 war er Mitglied der Ludwigsburger Baudeputation und Leiter der Direktion des Kasernenwesens. Karl Friedrich von Württemberg machte ihn 1742 zum Leiter des Landbauwesens. Ende der 1740er Jahre war er auch am Bau der Stuttgarter Residenz beteiligt. Er starb 1791 als pensionierter Generalmajor.

## Werke

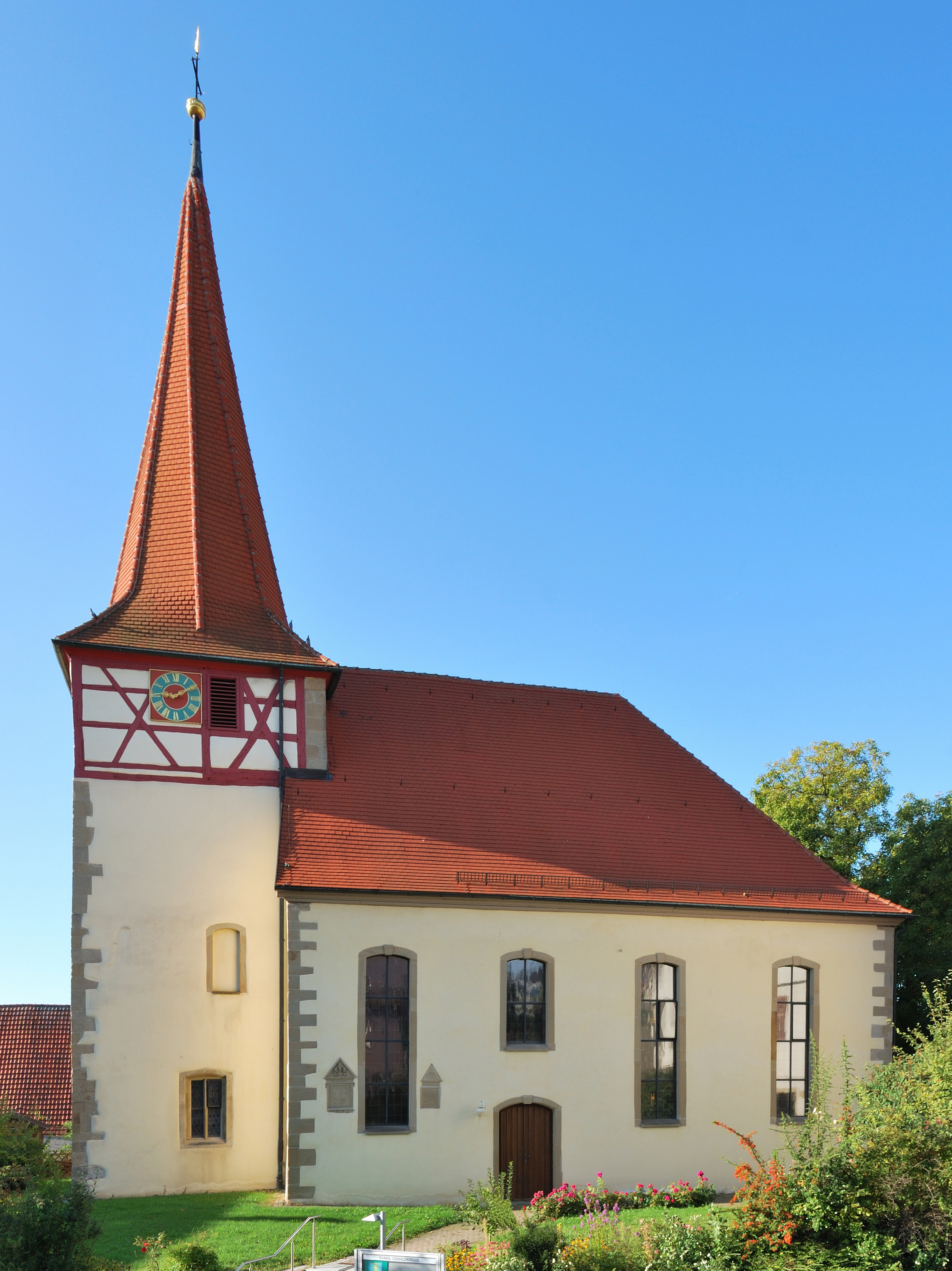
Oswaldkirche in Hirschlanden, erbaut 1748 nach Plänen von Leger

- Neubau einer Kaserne in Freudenstadt (1738)
- Neubau einer Kaserne in Stuttgart (sog. Akademie, 1740)
- Wiederaufbau des abgebrannten Orts Wildbad (1742)
- Neubau des Pfarrhauses in Heimerdingen (1743)
- Entwurf einer Kirche für Wildbad (1746)
- Neubau des Kirchenschiffs der Oswaldkirche in Hirschlanden (1748)
- Neubau des Pfarrhauses in Ditzingen (1748/49, 1967 abgerissen)

## Auszeichnungen
1741 wurde Leger in den Adelsstand erhoben.